# Thomas Lièvremont
Thomas Lièvremont (Perpinyà, Rosselló; 6 de novembre de 1973) és un exjugador català de rugbi a XV que ocupava la posició de tercera línia centre. Va ser internacional amb la selecció de França. Després de retirar-se, va iniciar la carrera d'entrenador.
Té dos germans que juguen amb ell a Dax, Marc i Mathieu.

## Carrera

### En club
- Fins a 2000 : Unió Esportiva Arlequins de Perpinyà
- 2000-2007 : Biarritz olímpic
- Des de 2007 : USOS Dax